# Barajul Obrejii de Căpâlna

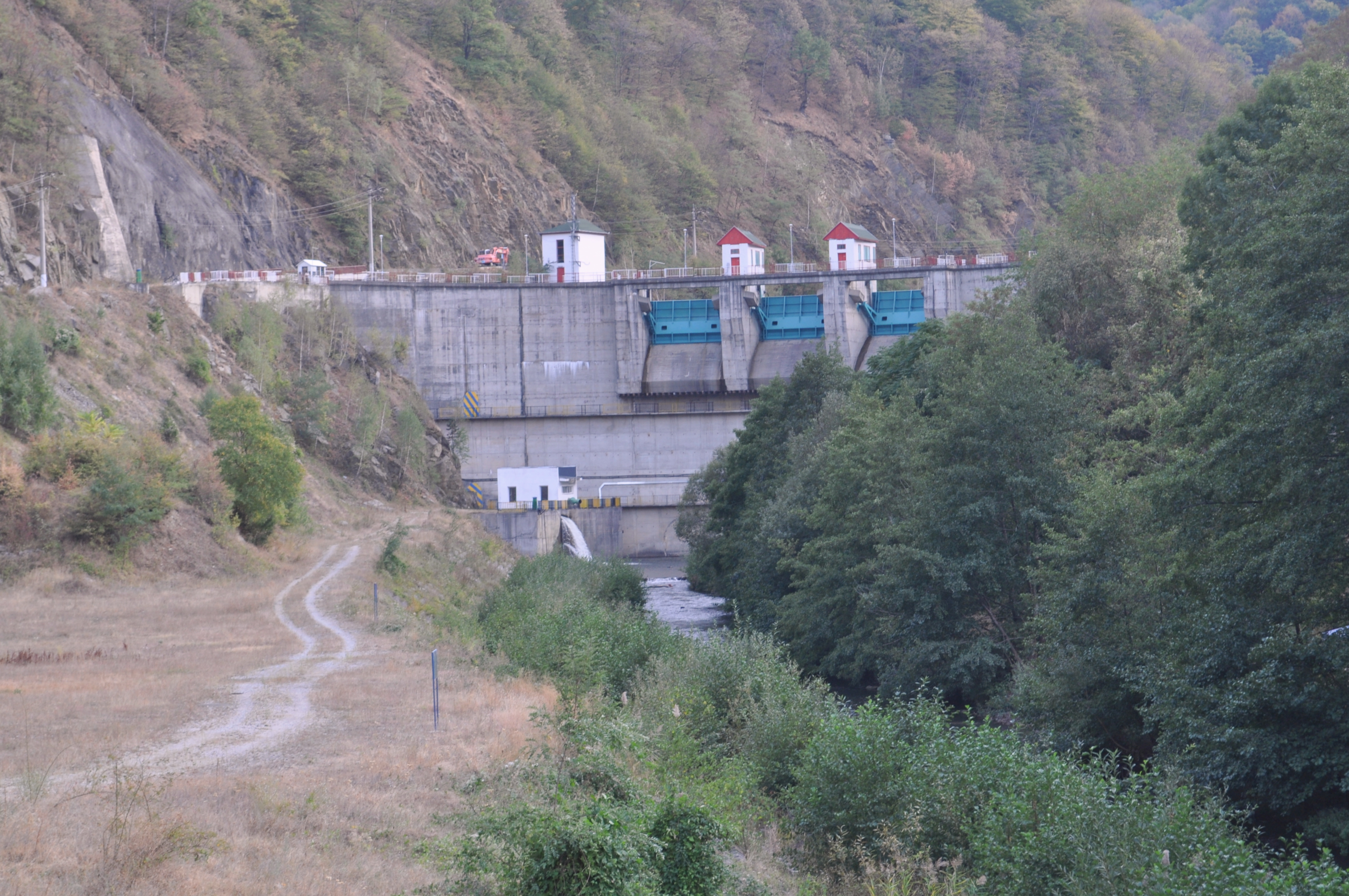
Barajul Obrejii de Căpâlna, foto: septembrie 2011.

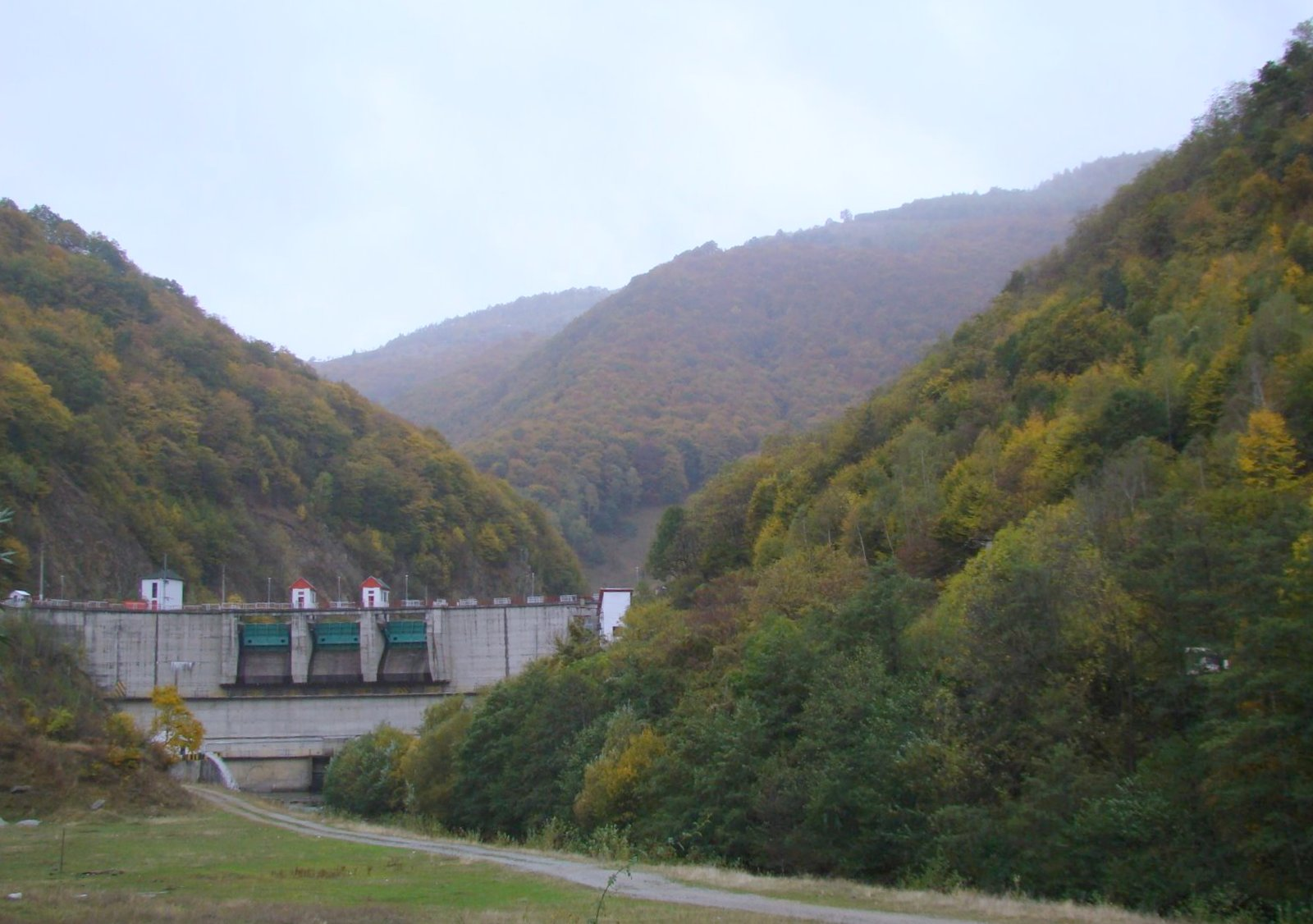
Barajul Obrejii de Căpâlna, foto: octombrie 2008.

Barajul Obrejii de Căpâlna este o construcție din beton armat în formă de arc. Are grosimea la bază de 10,5 m, la coronament de 4 m, înălțimea de 42 m și lungimea de 143 m. Lacul format, Nedeiu sau Obrejii de Căpâlna, este lung de aproximativ 3,2 km. Acumulează un volum de apă de 3,5 mil. m3 care provine de la Hidrocentrala Șugag și de la afluenții Dobra, Nedeiu, Grosești și Mărtinie. Apa din lac pune în mișcare cele două turbine ale Hidrocentralei Săsciori, de câte 21 MW fiecare, care funcționează la întreaga capacitate din anul 1987. Este administrat de Hidroelectrica.

## Galerie de imagini

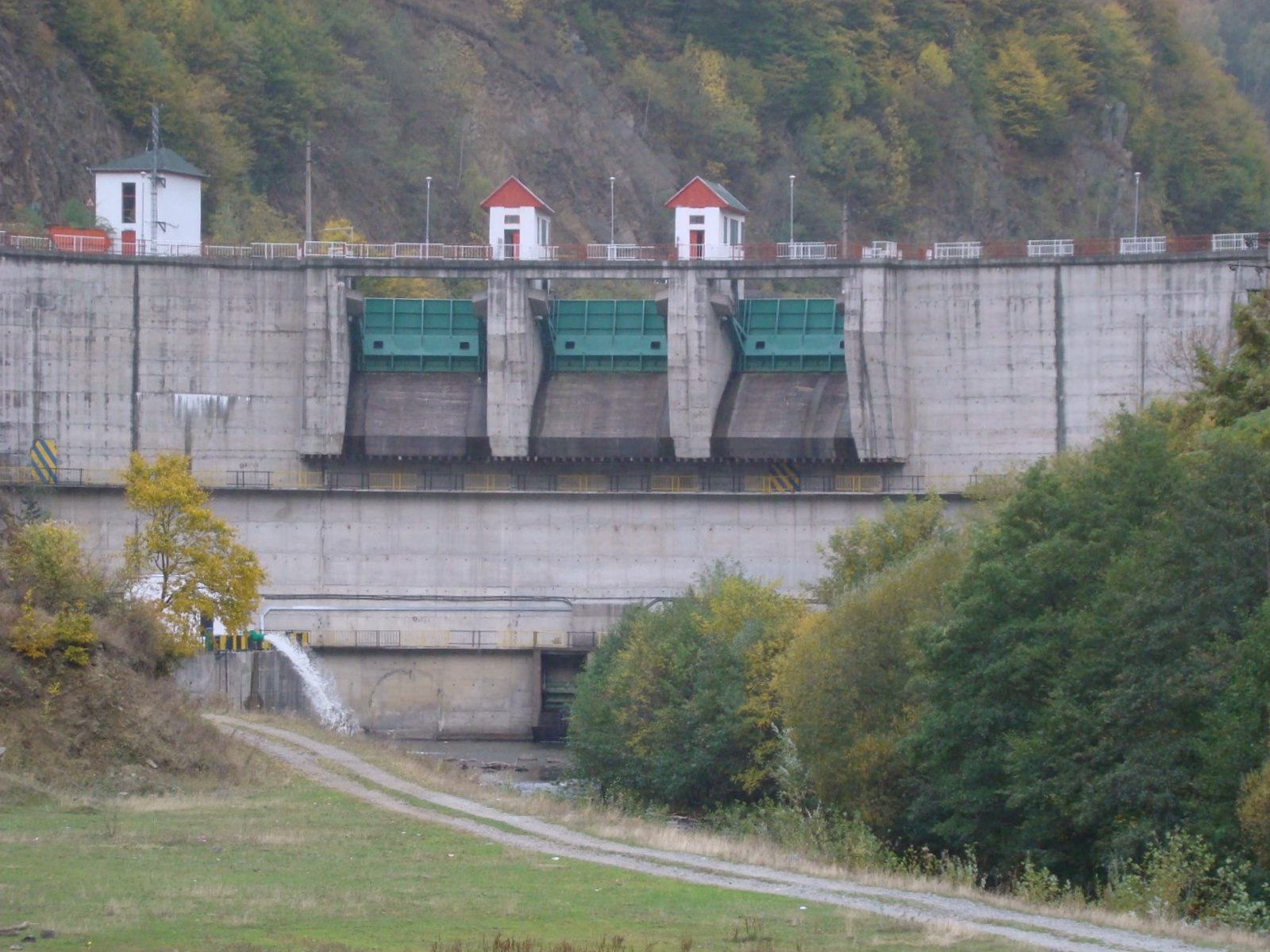
Barajul
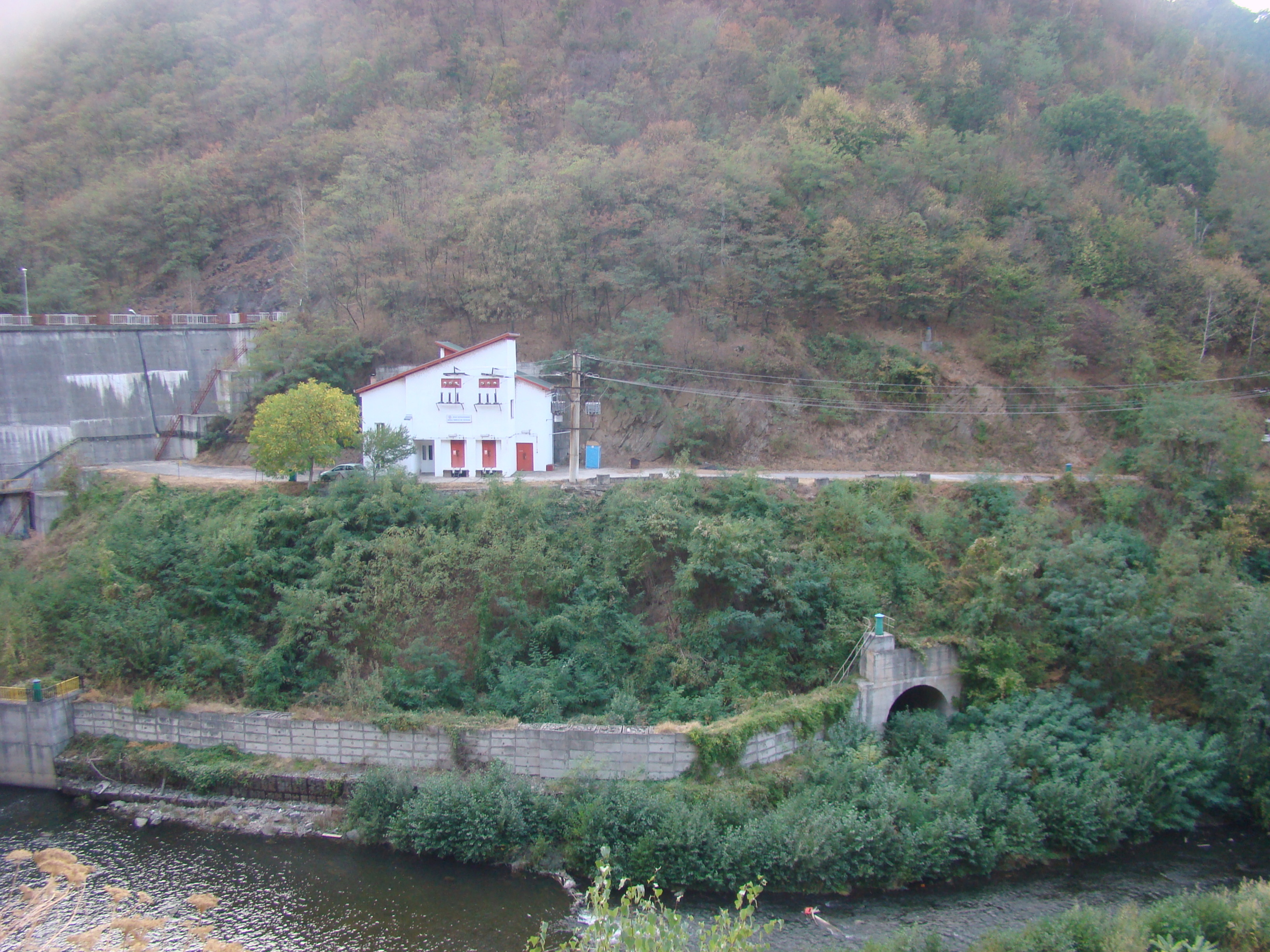
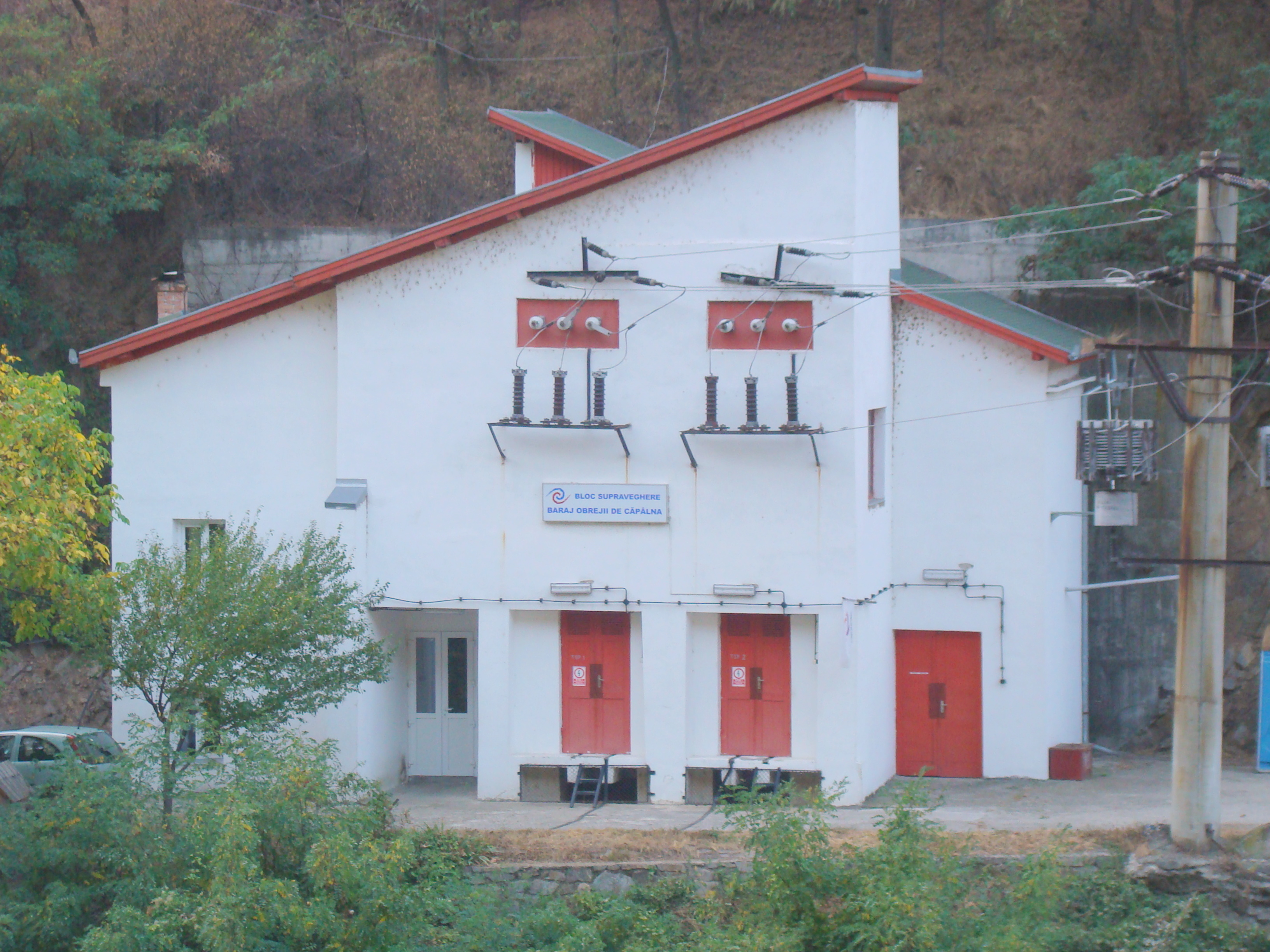
Bloc supraveghere baraj
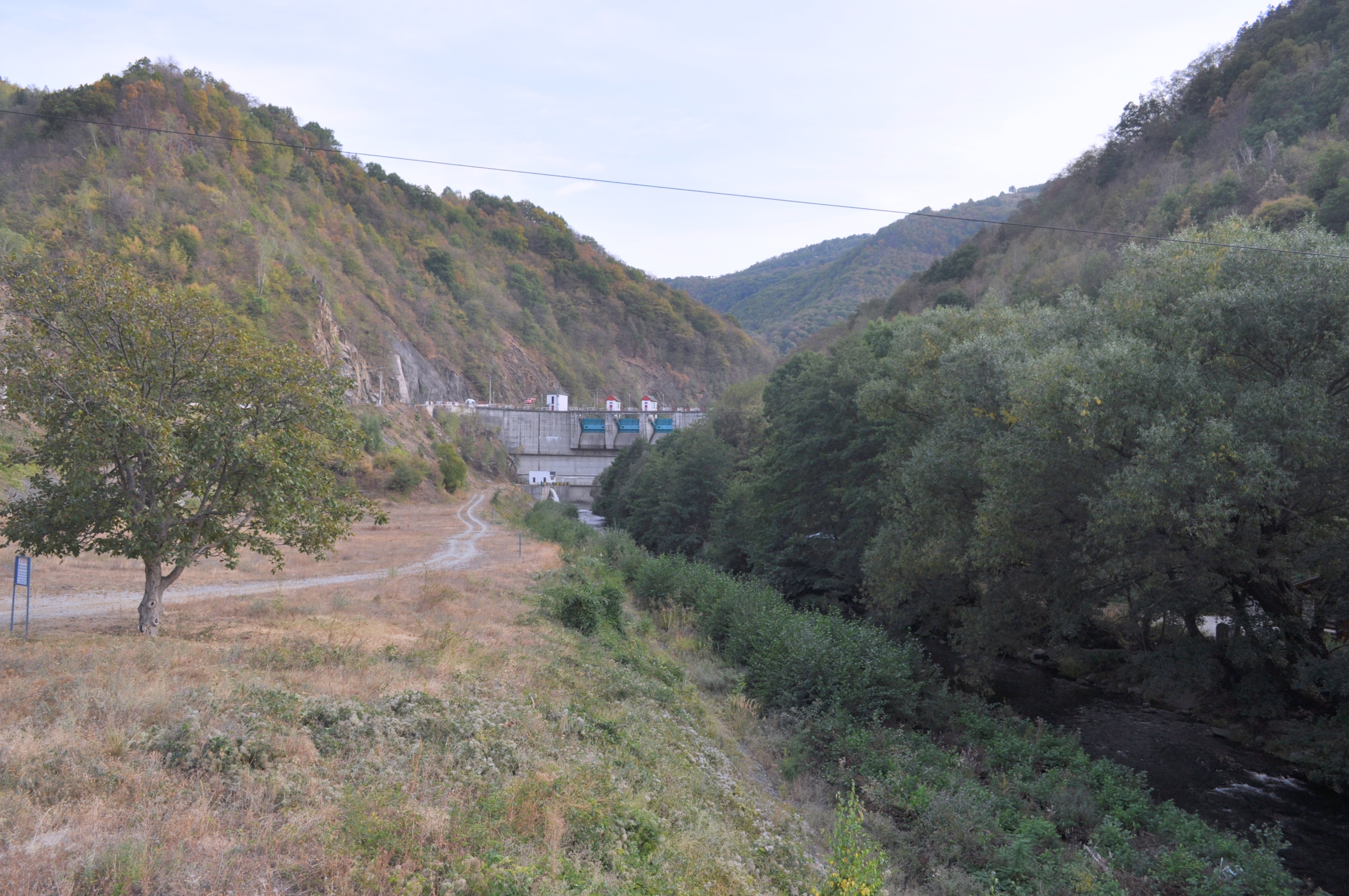
Canalul de fugă